# Santa Eufemia (Espanha)
Santa Eufemia é um município da Espanha na província de Córdova, comunidade autónoma da Andaluzia. Tem 187,34 km² de área e em 2021 tinha 747 habitantes (densidade: 4 hab./km²).

## Demografia
| Variação demográfica do município entre 1991 e 2004 | Variação demográfica do município entre 1991 e 2004 | Variação demográfica do município entre 1991 e 2004 | Variação demográfica do município entre 1991 e 2004 |
| --------------------------------------------------- | --------------------------------------------------- | --------------------------------------------------- | --------------------------------------------------- |
| 1991                                                | 1996                                                | 2001                                                | 2004                                                |
| 1259                                                | 1204                                                | 1079                                                | 1036                                                |